# Othmar Peer

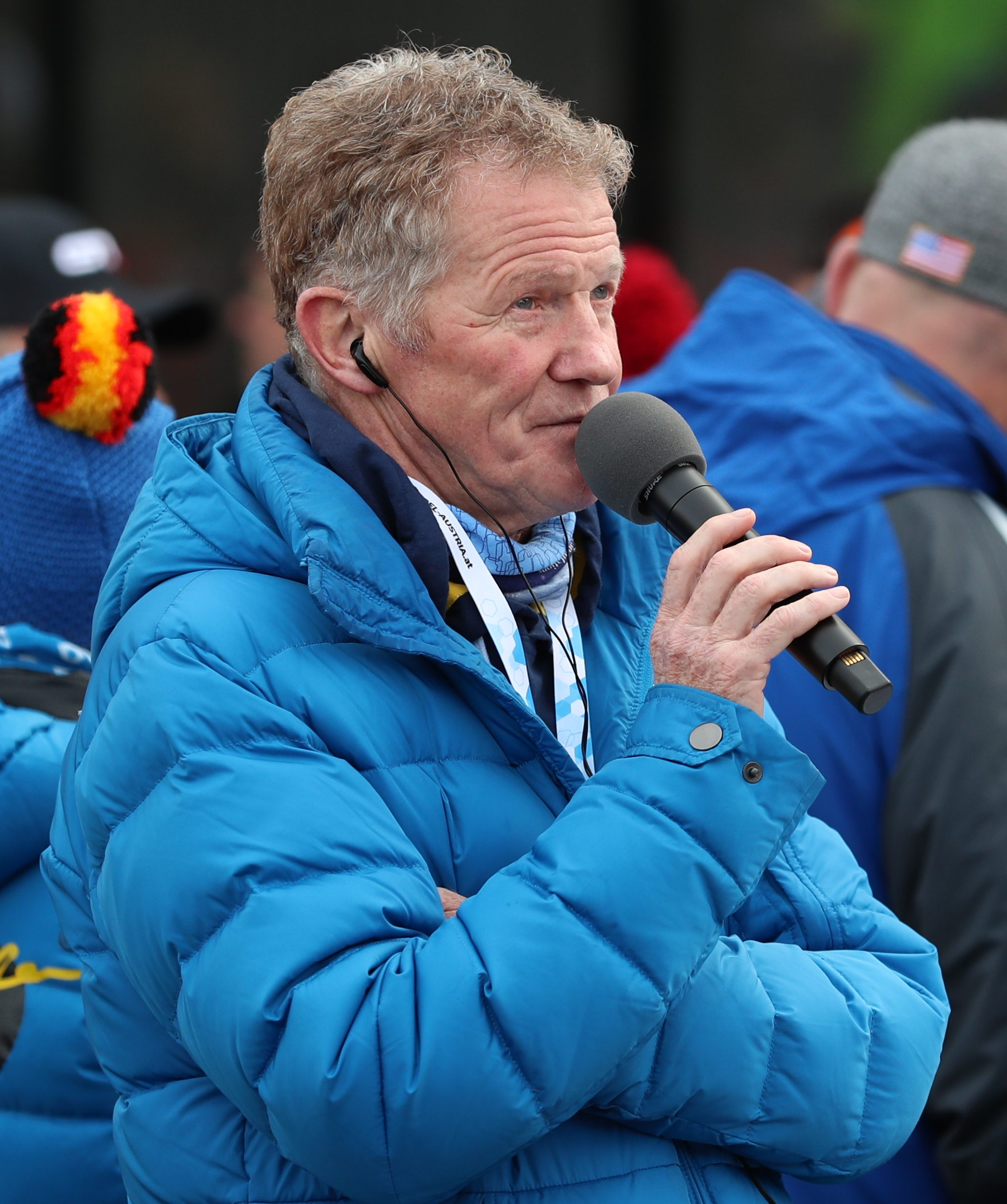
Othmar Peer (2019)

Othmar Peer (* 22. April 1953 in Mutters bei Innsbruck) ist ein österreichischer Sportmoderator.

## Leben
Als Rennrodler wurde er mehrmals Landesmeister, Tiroler Meister und war EM- und WM-Teilnehmer.
Peer moderiert seit den 1980er Jahren internationale Sportveranstaltungen. Dazu gehören unzählige Weltcups, Weltmeisterschaften, Radrennen wie die Radweltmeisterschaft 2018,  der Giro d’Italia, die Tour de Suisse oder die Deutschland-Tour. Seit Jahren ist oder war Peer auch Bahnsprecher auf den deutschen Rennschlittenbahnen in Oberhof, Altenberg, am Königsee und in seiner Heimat Innsbruck-Igls. Der Rad- und Rodelsport sind die Spezialgebiete des Tirolers. Aber auch weitere Topevents, wie der Dolomitenmann in Lienz, die Triathlon-WM in Kitzbühel, Biathlonweltcups in Hochfilzen u. v. a. mehr unterlegen die Vielseitigkeit des Moderators. Höhepunkt seiner Einsätze war aber die Moderation der Radweltmeisterschaft im September 2018 in seiner Heimat Innsbruck.
Peer ist zudem einer der Erfinder des Langstreckenradrennens Race across the Alps in Nauders, war dort im Organisatoren-Team  sowie am Aufstieg des Ötztaler Radmarathons, den er über 30 Jahre moderierte, erheblich beteiligt.